# Нічні ящірки
Нічні ящірки (Xantusiidae) — родина ящірок з родини Ящірки. Має 2 підродини, 3 родини та 24 види.

## Опис
Представники родини досягають довжини від 12 до 15 см. Колір шкіри коричневий з численними темними плямами. Зверху стиснутий тулуб. Хребці двояковогнуті, відсутні рухомі повіки, зіниці щілеподібні. Скроневі дуги розвинуті, тім'яний отвір наскрізний. Кінцівки добре розвинуті, вкриті дрібною круглою лускою з великими конічними горбиками. Голова вкрита великими симетрично розташованими щитками. На череві є щитки правильними рядками. Хвіст короткий, ламкий. Є стегнові пори.

## Спосіб життя
Полюбляє лісисті місця, кам'янисті напівпустелі, скелі, морське узбережжя. Ховаються під камінням, стовбурами дерев, у печерах. Харчуються комахами, павуками, багатоніжками, скорпіонами.
Це живородні ящірки. Самиці нічних ящірок народжують до 9 дитинчат. Вагітність триває до 4 місяців.

## Розповсюдження
Мешкає у південно-західних штатах США, Мексиці, Центральній Америці, на о.Куба.

## Підродини та роди
- Підродина Cricosaurinae
  - Рід Cricosaura
- Підродина Xantusiinae
  - Рід Lepidophyma
  - Рід Xantusia